# Diocèse de Santarém (Portugal)
Le diocèse de Santarém (latin : Dioecesis Santaremensis in Lusitania) est un diocèse de l'Église catholique au Portugal, suffragant du patriarcat de Lisbonne. En 2017, il comptait 235 000 baptisés sur 293 500 habitants. Il est gouverné par l'évêque José Augusto Traquina Maria.

## Territoire

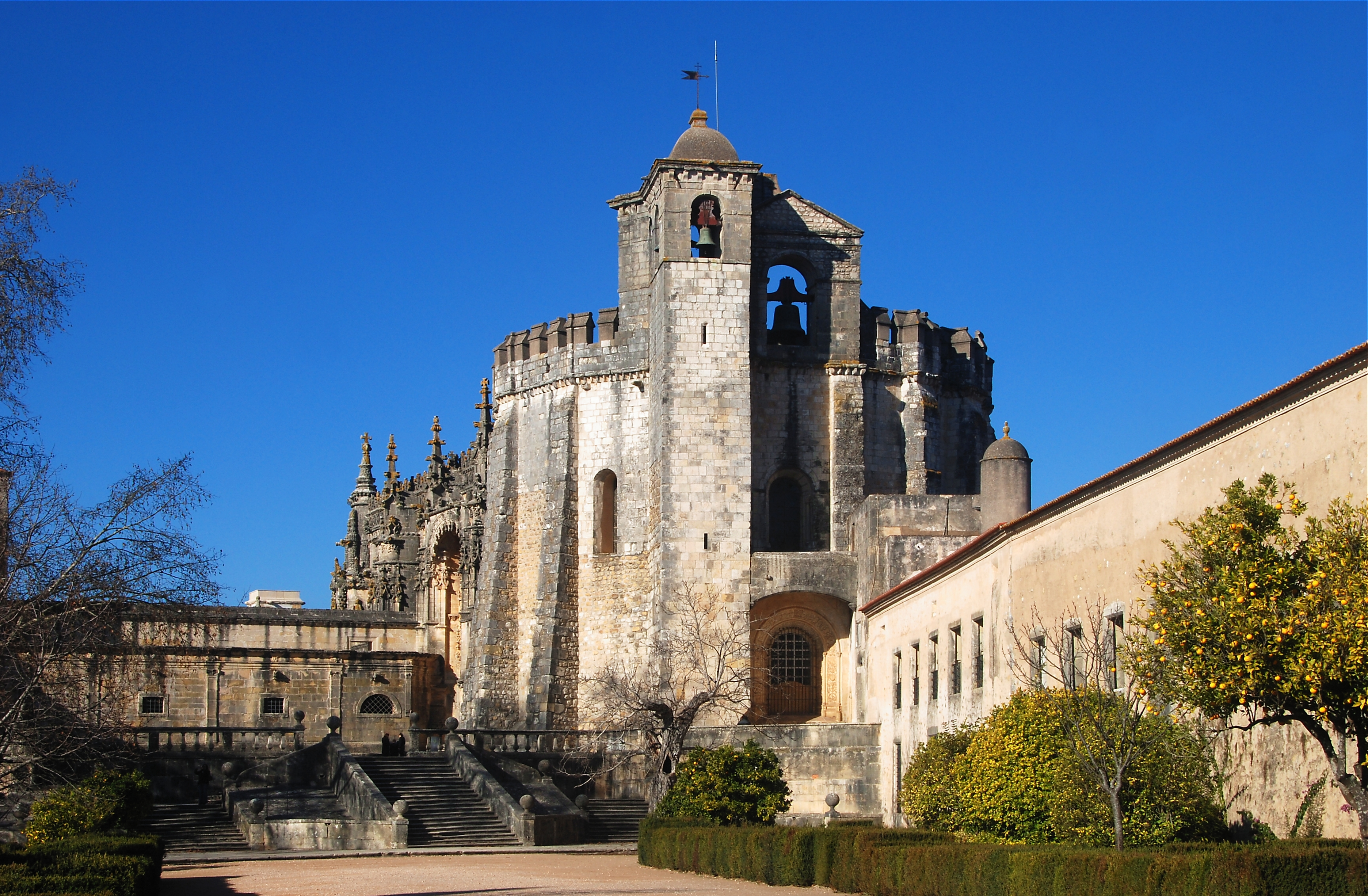
Le couvent du XIIe siècle de l'Ordre du Christ de Tomar, un site du patrimoine mondial.

Le diocèse comprend treize des vingt et une communes du district de Santarém : Santarém, Alcanena (sauf quelques hameaux), Almeirim, Alpiarça, Cartaxo, Chamusca, Entroncamento, Golegã, Rio Maior, Salvaterra de Magos, Tomar, Torres Novas et Vila Nova de Barquinha.
L'évêché est situé dans la ville de Santarém, où se trouve la cathédrale Notre-Dame.
Le territoire couvre 3 202 km² et est divisé en 113 paroisses, regroupées en 7 doyennés : Tomar, Torres Novas, Entroncamento, Almeirim, Santarém, Alcanena et Rio Maior.

## Histoire
Le diocèse a été érigé le 16 juillet 1975 par la bulle papale Apostolicae Sedis consuetudinem du pape Paul VI, obtenant son territoire du patriarcat de Lisbonne. L'église de l'ancien collège jésuite a été choisie comme cathédrale. Elle servait depuis 1780 de chapelle du séminaire patriarcal, proche de l'église.
Dans la bulle d'érection, le nom ecclésiastique du diocèse était celui de Dioecesis Scalabitana, en référence à l'ancien nom de la ville, Escalabis. Cependant, à partir de la nomination du premier évêque, le diocèse s'appelle Dioecesis Santaremensis en Lusitanie  .
Santarém est connue pour le miracle eucharistique qui y eut lieu en 1247. L'hostie miraculeuse est maintenant conservée dans l'église de Santo Stefano, également appelée « Sanctuaire du Très Saint Miracle » ( Santíssimo Milagre ).

## Statistiques
En 2017, sur une population de 293 500 personnes, le diocèse en comptait 235 000 baptisés, soit 80,1 % du total.
| année | population | population | population | prêtres | prêtres   | prêtres   | prêtres             | diacres | religieux | religieux | paroisses |
| année | baptisés   | total      | %          | nombre  | séculiers | réguliers | baptisés par prêtre | diacres | moines    | moniales  | paroisses |
| ----- | ---------- | ---------- | ---------- | ------- | --------- | --------- | ------------------- | ------- | --------- | --------- | --------- |
| 1980  | 261.800    | 277.900    | 94,2       | 84      | 68        | 16        | 3.116               |         | 35        | 135       | 102       |
| 1990  | 277.000    | 295.000    | 93,9       | 72      | 62        | 10        | 3.847               |         | 12        | 186       | 67        |
| 1999  | 245.000    | 284.434    | 86,1       | 75      | 67        | 8         | 3.266               |         | 9         | 165       | 110       |
| 2000  | 245.000    | 285.000    | 86,0       | 75      | 68        | 7         | 3.266               |         | 8         | 160       | 110       |
| 2001  | 245.000    | 285.000    | 86,0       | 76      | 69        | 7         | 3.223               |         | 8         | 155       | 111       |
| 2002  | 245.000    | 285.000    | 86,0       | 72      | 66        | 6         | 3.402               |         | 7         | 150       | 111       |
| 2003  | 245.000    | 285.000    | 86,0       | 16      | 10        | 6         | 15.312              |         | 7         | 155       | 111       |
| 2004  | 250.000    | 285.000    | 87,7       | 71      | 65        | 6         | 3.521               | 2       | 8         | 160       | 111       |
| 2010  | 240.000    | 300.000    | 80,0       | 73      | 67        | 6         | 3.287               | 9       | 8         | 150       | 112       |
| 2014  | 253.300    | 306.400    | 82,7       | 66      | 55        | 11        | 3.837               | 9       | 13        | 134       | 112       |
| 2017  | 235.000    | 293.500    | 80,1       | 66      | 54        | 12        | 3.560               | 17      | 14        | 141       | 113       |